# De Dion-Bouton Type IC
Der De Dion-Bouton Type IC ist ein Pkw-Modell aus der Zeit zwischen den beiden Weltkriegen. Hersteller war De Dion-Bouton aus Frankreich.

## Beschreibung
Das Modell erhielt am 5. Februar 1920 seine Zulassung von der nationalen Behörde. Es ist in der Preisliste des Herstellers vom März 1919 aufgeführt. Es wurde 1919 in Frankreich und dem Vereinigten Königreich angeboten.
Der Vierzylindermotor hat 70 mm Bohrung, 100 mm Hub und 1539 cm³ Hubraum. Er war damals in Frankreich mit 9 Cheval fiscal (Steuer-PS) eingestuft. Die Motorleistung ist mit 14 BHP angegeben, was etwa 14 PS sind. Wie so viele Fahrzeuge aus dieser Zeit hat es ein festes Fahrgestell, Frontmotor, Kardanantrieb und Hinterradantrieb. Das Getriebe hat vier Gänge.
Der Radstand beträgt 2780 mm und die Fahrzeuglänge zumindest für eine Ausführung 3600 mm. Eine andere Quelle bestätigt den Radstand und nennt 1200 mm Spurweite. Die Höchstgeschwindigkeit ist mit etwa 70 km/h angegeben.
Bekannt sind Aufbauten als Tourenwagen mit drei und vier Sitzen und Limousine.
Es gab keinen direkten Nachfolger. Der folgende Type ID ist stärker motorisiert und etwas länger.